# Inside Out (musikalbum av Keith Jarrett)
Inside Out från 2002 är ett livealbum med pianisten Keith Jarrett och hans ”Standards Trio”. Albumet är inspelat i Royal Festival Hall, London.

## Låtlista
Musiken är skriven av Keith Jarrett om inget annat anges.
1. From the Body – 23:13
2. Inside Out – 21:13
3. 341 Free Fade – 18:51
4. Riot – 7:23
5. When I Fall in Love (Victor Young/Edward Heyman/) – 7:25

## Medverkande
- Keith Jarrett – piano
- Gary Peacock – bas
- Jack DeJohnette – trummor